# Літературна премія Ірпеня
Літературна премія Ірпеня — всеукраїнська щорічна премія у галузі літератури для письменників-початківців, яка вручається у місті Ірпінь Київської області. Загальний преміальний фонд Літературної премії Ірпеня — 500 000 гривень.

## Опис
Премія є приватною ініціативою та розрахована на участь письменників-початківців.
Головою журі конкурсу є Олесь Доній, український журналіст, телеведучий, політик, громадський та культурний діяч. До конкурсу допускаються невидані раніше твори, що підпадають під критерії номінації. Виключення – номінація “За вже видані книги українських авторів”, куди необхідно подавати вже опубліковані твори. Вік та географія (проживання) претендентів на отримання премії необмежений. Обсяг й тематика творів вільні. Рукописи потрібно надсилати у форматі Microsoft Word та pdf. (із фото, біографією та контактними даними автора) на електронну пошту. Тема листа — «Літературна премія Ірпеня – Назва Номінації». Друковані книги, три примірники,(із фото, біографією та контактними даними автора) потрібно надсилати за адресою: Ірпінський ліцей інноваційних технологій. Київська область, місто Ірпінь, вулиця Академіка Заріфи Алієвої, 61/1. Надіслані примірники не повертаються. Нагородження лауреатів премії відбувається 13 серпня наступного за поданням творів року. Конкурсні заявки прийматимуть до 31 грудня.
Вона має п'ять номінацій:
- «Поезія»[5].
- «Проза»
- спеціальна премія «Література для дітей» (оскільки саме в Ірпені жив письменник, автор дитячих творів, Микола Носов)[6]
- «За вже видані книги українських авторів» (видані протягом 2022-2023 років накладом від 500 примірників)
- «За кращий літературний твір військовослужбовця або ветерана війни з росією».

## Історія
Премію засновано 2020 року Інвестиційною радою Ірпеня. У зв'язку з неочікуваною кількістю надісланих робіт перше вручення було перенесено з серпня 2020 року на невизначений період.
У 2021 році нагородження лауреатів було заплановано на 21 березня. Заявлений призовий фонд для кожного з переможців складав 50 тисяч гривень разом, також надавалась можливість надрукувати власний твір у вигляді книги.  Літературна премія Ірпеня вперше була вручена 13 квітня 2021 року.
30 липня 2021 року вийшла друком книга «Слова Відважних» — творів лауреатів Літературної премії Ірпеня.
З нагоди 30-ї річниці створення Національної спілки письменників України голова Інвестиційної ради Ірпеня Володимир Карплюк оголосив про встановлення додаткової номінації Літературної премії Ірпеня — за вже видані книги українських авторів додатковим преміальним фондом 150 000 гривень. Таким чином, загальний преміальний фонд Літературної премії Ірпеня склав 310 000 гривень. Літературна премія Ірпеня увійшла в першу трійку всеукраїнських літературних премій за рівнем грошової винагороди, що виплачується переможцям. При цьому ірпінська премія є першою за розміром грошової винагороди з усіх приватних літературних премій в Україні.
Втім, у 2022 році нагородження лавреатів "Літературної премії Ірпеня" не відбулося через військові дії в місті Ірпінь. Також, у 2022 році не приймали твори на отримання премії за 2022 рік.
5 січня 2023 року СЕО товариства "Відважних", голова Інвестиційної ради Ірпеня Володимир Карплюк заявив, що 21 березня в Ірпені відбудеться оголошення лавреатів “Літературної премії Ірпеня” за 2021 рік, що стане початком відновлення вручення премії українським літераторам. 2023 року “Літературна премія Ірпеня” доповнилася ще однією номінацією – “За кращий літературний твір військовослужбовця або ветерана війни з росією”. Загалом, на премію за 2021 рік подався 261 автор.
Преміальний фонд 2022-2023року побив минулорічний рекорд – преміальний фонд Літпремії Ірпеня за 2021 рік склав 400000 гривень, що стало найбільшим розмір преміального фонду за всю історію України.
Переможцями за 2021рік стали викладачка математики, письменниця із Запоріжжя Наталія Таранова, у номінації “Література для дітей” за збірку казок “Сирні історії родини Пармезанів”, вчителька української мови і літератури, письменниця із Первомайська Людмила Гончарова, що перемогла у номінації “За вже видані книги українських авторів” за книгу “Записки мандрівниці”, поет із Харкова Олександр Литвиненко, що переміг у номінації “Поезія” за поетичну збірку “Зомбілопілля” і четвертий лавреат – кандидат фізико-математичних наук, письменник із Києва Володимир Митус, що переміг у номінації “Проза” за історичний роман “Мамай” та соціальний роман “Ципа”. Нагородження відбулось – 12 серпня2023року в Ірпінському ліцеї інноваційних технологій.
На Літпремію Ірпеня за 2022-2023 роки подалися 379 українських авторів, що на 118 більше, ніж у 2021 році.Твори подані в п'яти номінаціях: проза - 115 авторів, поезія - 93 автори, "Література для дітей" - 56 авторів, за вже видані книги - 100 авторів, за кращий твір військовослужбовця або ветерана - 15 авторів.Це – абсолютний рекорд усіх літературних премій за всю історію України..  == Преміальний фонд == Нагородження лауреатів премії відбувається 13 серпня наступного за поданням творів року . П’ятеро лавреатів “Літературної премії Ірпеня” отримають по 100 тис. грн кожен. Таким чином, загальний преміальний фонд “Літературної премії Ірпеня”, починаючи з 2023 року, складатиме 500 000 гривень..

## Лавреати премії
Лавреати "Літературної премії Ірпеня" за 2020 рік:
- Олена Терещенко, у номінації «Література для дітей», з повістю «Скринька королеви Анни»[18];
- Юлія Шеко, у номінації «Проза», з твором «Розділені навпіл»;
- Юлія Григорук, у номінації «Поезія» зі збіркою «Забинтований світ».

Перелік лауреатів Літературної премії Ірпеня було надруковано у 8 (300) номері «Української літературної газети» та на сайті Національної спілки письменників України.
Лавреати "Літературної премії Ірпеня" за 2021 рік:
- Наталія Таранова, у номінації "Література для дітей” за збірку казок “Сирні історії родини Пармезанів”;
- Людмила Гончарова, у номінації “За вже видані книги українських авторів” за книгу “Записки мандрівниці”[20];
- Олександр Литвиненко, у номінації “Поезія” за поетичну збірку “Зомбілопілля”;
- Володимир Митус, у номінації “Проза” за історичний роман “Мамай” та соціальний роман “Ципа”[21];

Лавреати "Літературної премії Ірпеня" за 2022 - 2023 рік :
- Віталій Квітка, у номінації «Проза» за новелу «Блакитне свічадо»;
- Наталія Дьомова, у номінації «Поезія» за поетичну збірку «Дим/Дім»;
- Максим Рильський, у номінації «За вже видані книги українських авторів» за книгу «Співучий Києве, дитя живих століть»;
- Сергій Зінченко, у номінації «Література для дітей» за повість для підлітків «Сімак»;
- Володимир Скоростецький, у номінації «За кращий літературний твір військовослужбовця або ветерана війни з росією» за новелу «Я – пілот МІ-8!»;
- Спеціальну відзнаку в номінації «За кращу першу книгу юного автора» отримав Михайло Гусєв за повість-антиутопію «Деравія: квантовий стрибок».

## Склад журі
Комітет премії оголосив склад новоствореного постійного журі Літературної премії Ірпеня, до якого увійшли відомі письменники, журналісти та культурні діячі:
- Доній Олександр Сергійович, голова журі Літературної премії Ірпеня, український журналіст, телеведучий, політик, письменник, громадський та культурний діяч. [23]

- Куліда Сергій Володимирович, письменник, головний редактор газети «Літературна Україна». [24]

- Дроздовський Дмитро Ігорович, письменник, головний редактор журналу «Всесвіт», науковий співробітник Інституту літератури ім. Т. Г. Шевченка НАН України. [25]

- Чистяк Дмитро Олександрович, письменник, перекладач, доктор філософських наук, академік Європейської академії наук, мистецтв та літератури, заступник голови Київської обласної організації Національної спілки письменників України. [26]

- Іван Степурін, український видавець, директор видавництва «Саміт Книга», голова комітету культури Громадської ради при КМДА.[27]

- Бережко-Камінська Юлія Миколаївна, письменниця, секретар Національної спілки письменників України.[28]

- Леся Мудрак, письменниця, громадська діячка, переможниця міжнародного літературного конкурсу Terra Poetica.[29]

- Петро Щербина, український письменник, автор книги «Битва за Ірпінь» та фільму «Форпост Ірпінь».[30]

- Євгенія Антонюк, начальниця відділу культури Ірпінської міської ради. [31]

- Володимир Коротя, письменник, командир легендарного блок-посту “Жираф”, який не пропустив ворога до Ірпеня. [32]

Журі найбільшої в Україні Літературної премії Ірпеня очолює Олесь Доній – український журналіст, телеведучий, політик, громадський та культурний діяч, Народний депутат України 6-го та 7-го скликань, голова Мистецького об'єднання «Остання Барикада», голова Центру досліджень політичних цінностей, автор та ведучий багатьох телевізійних програм про культуру та національну ідею, автор концепції «25 сходинок до суспільного щастя».

## Видання творів
30 липня 2021 року вийшла з друку книга “Слова Відважних” – збірка творів перших лауреатів “Літературної премії Ірпеня”, видана коштом товариства «Відважних», яке виступило спонсором премії. До збірки увійшли твори трьох лауреатів: роман Юлії Шеко «Розділені навпіл» (номінація «Проза»), добірка віршів Юлії Григорук «Забинтований світ» (номінація «Поезія») та повість Олени Терещенко «Скринька королеви Анни» (спеціальна номінація «Література для дітей»).